# بالتیمور هایلندز (مریلند)
بالتیمور هایلندز (به انگلیسی: Baltimore Highlands) شهری در ایالت مریلند کشور ایالات متحده آمریکا است که جمعیت آن در سرشماری سال ۲۰۱۰ میلادی، ۷٬۰۱۹ نفر بوده‌است.